# Елктон (Минесота)
Елктон (енгл. Elkton) град је у америчкој савезној држави Минесота.

## Демографија
По попису из 2010. године број становника је 141, што је 8 (-5,4%) становника мање него 2000. године.
| Група             | 2000.       | 2010.       |
| Белци             | 142 (95,3%) | 132 (93,6%) |
| Афроамериканци    | 0 (0,0%)    | 0 (0,0%)    |
| Азијати           | 0 (0,0%)    | 0 (0,0%)    |
| Хиспаноамериканци | 6 (4,0%)    | 2 (1,4%)    |
| Укупно            | 149         | 141         |